# 地域医療機能推進機構東京城東病院
地域医療機能推進機構東京城東病院（ちいきいりょうきのうすいしんきこうとうきょうじょうとうびょういん）は、東京都江東区にある医療機関である。独立行政法人地域医療機能推進機構が運営する病院の一つである。通称JCHO東京城東病院（ジェイコーとうきょうじょうとうびょういん）。

## 沿革
- 1954年（昭和29年）6月19日 元東京市立城東病院跡地に、日雇健康保険亀戸診療所として開設。
- 1956年（昭和31年）12月 社会保険城東病院に改称。
- 1958年（昭和33年）9月 経営が東京社会保険協会から全国社会保険協会連合会に移管。
- 1965年（昭和40年）4月 日雇健康保険から政府管掌健康保険の福祉施設に移管。
- 1990年（平成2年）2月 東京都救急告示医療機関として指定。
- 1996年（平成8年）4月 新病院のオープン。
- 2014年（平成26年）4月1日 - 同日発足した独立行政法人地域医療機能推進機構に運営が移管され、病院名称を独立行政法人地域医療機能推進機構 東京城東病院に変更。
- 2021年（令和3年）9月 - コロナ専用病院になった[1]。

## 診療科
- 総合診療科
- 内科
- 外科・消化器科
- 肛門外科
- 整形外科

## 医療機関の指定等
- 二次救急指定病院
- 臨床研修病院（協力型）

## 附属施設
- 東京城東病院健康管理センター
- 附属介護老人保健施設
- 附属居宅介護支援センター

## 交通アクセス
電車
- 都営新宿線 東大島駅大島口下車、徒歩約8分程度。
- JR総武線 亀戸駅東口下車、バス停「水神森」から、小岩駅、今井、葛西駅行き乗車。バス停「浅間神社」下車、徒歩約3分程度。
- JR総武線 平井駅下車、都営バスの東大島駅行きに乗車、バス停「小松川健康サポートセンター前」下車、徒歩約3分程度。

車
- 首都高速中央環状線　船堀出口より5分程度。
- 首都高速7号小松川線　錦糸町駅出口より10分程度。